# Krzysztof Borkowski
Krzysztof Wawrzyniec Borkowski (ur. 10 sierpnia 1964 w Siedlcach) – polski polityk i samorządowiec, doktor nauk rolniczych, senator III i V kadencji, poseł na Sejm VI i VII kadencji.

## Życiorys
Ukończył technikum rolnicze, a w 2003 studia na Wydziale Rolniczym Wyższej Szkoły Rolniczo-Pedagogicznej w Siedlcach. W 2015 doktoryzował się na tej uczelni z nauk rolniczych w dyscyplinie agronomia na podstawie pracy pt. Uwarunkowania rozwoju przedsiębiorczości w rodzinnych gospodarstwach rolniczych powiatu siedleckiego.
Założyciel i współwłaściciel zakładu mięsnego w Mościbrodach (prezes zarządu od 2002), Zakładów Drobiarskich Stasin oraz spółki Dworskie Smaki, prowadzi także gospodarstwo rolne (stawy rybne o powierzchni ok. 150 hektarów). Należy do Związku Rzeźników i Wędliniarzy, Zrzeszenia Handlu i Usług, Cechu Rzemiosł Różnych. Działa również w Ochotniczej Straży Pożarnej.
Był radnym Wojewódzkiej Rady Narodowej w Siedlcach. Działa w Polskim Stronnictwie Ludowym, należy do władz krajowych (członek rady naczelnej) i regionalnych partii. Był radnym gminy Wiśniew (przez dwie kadencje) oraz od 1998 do 2001 radnym województwa mazowieckiego. W latach 1993–1997 i 2001–2005 sprawował mandat senatora. W III kadencji reprezentował województwo siedleckie, brał udział w pracach Komisji Gospodarki Narodowej i Komisji Rolnictwa. W V kadencji uzyskał mandat w okręgu siedleckim, zasiadał w Komisji Rolnictwa i Rozwoju Wsi. W 1997, 2005 i 2007 bez powodzenia kandydował w wyborach parlamentarnych, a w 2009 do Parlamentu Europejskiego. Od 2006 do 2009 ponownie sprawował mandat radnego sejmiku mazowieckiego jako jego wiceprzewodniczący.
W wyborach parlamentarnych w 2007 startował do Sejmu w okręgu siedleckim, uzyskując 7565 głosów. Mandat posła na Sejm VI kadencji objął 24 czerwca 2009 w miejsce Jarosława Kalinowskiego, który został wybrany do Parlamentu Europejskiego. W wyborach w 2011 z powodzeniem ubiegał się o reelekcję, dostał 6868 głosów.
W 2013 prokurator Prokuratury Okręgowej w Lublinie wszczął postępowanie mające prowadzić do uchylenia immunitetu poselskiego Krzysztofa Borkowskiego w związku z zamiarem przedstawienia mu zarzutów karnych dotyczących rzekomego podawania nieprawdy w oświadczeniach majątkowych. W 2014 Sejm nie wyraził zgody na pociągnięcie posła do odpowiedzialności karnej w tej sprawie. W 2015 nie został wybrany na kolejną kadencję Sejmu. Kandydował na posła również w wyborach w 2019.  W wyborach parlamentarnych w 2023 wystartował do Senatu w okręgu nr 48 z ramienia własnego komitetu, pozostając członkiem PSL i będąc przedstawicielem paktu senackiego.

## Odznaczenia
W 1999 otrzymał Złoty Krzyż Zasługi.